# Metasintaksa
Metasintaksa je sintaksa korištena za opis jezika, obično u kontekstu računalnih programskih jezika.
Premda su moguće mnoge različite metasintakse, gotovo se univerzalno za izražavanje pravila produkcija koriste Backus-Naurov oblik (engl. Backus-Naur form (BNF)), Wirthova sintaksna notacija (engl. Wirth Syntax Notation (WSN)), prošireni Backus-Naurov oblik (engl. Extended Backus-Naur form (EBNF)) te povećani Backus-Naurov oblik (engl. Augmented Backus-Naur form (ABNF)). Varijable korištene u ovim metasintaksama su poznate kao metasintaktičke varijable, iako se taj naziv neformalno koristi i u druge svrhe.

## Vidjeti također
- Atributna gramatika
- Dvorazinska gramatika